# كارل جانون
كارل جانون (بالإنجليزية: Karl Gannon)‏ (11 سبتمبر 1974 بدبلن في جمهورية أيرلندا - ) هو لاعب كرة قدم أيرلندي في مركز الهجوم. لعب مع نادي شامروك روفرز وووترفورد يونايتد وهوم فارم ‏.